# Aurél Dessewffy

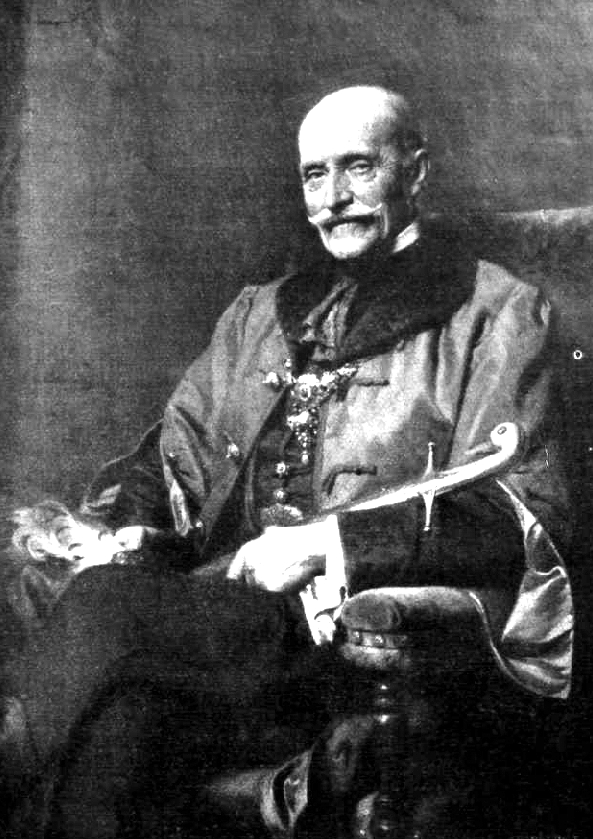
Aurél Dessewffy

Aurél Graf Dessewffy von Csernek und Tarkő (* 16. Januar 1846 in Pest; † 28. März 1928 in Budapest) war ein ungarischer Politiker, Präsident des Magnatenhauses und Landesrichter.

## Leben
Dessewffy absolvierte die Schule in Pozsony und studierte anschließend Jura in Budapest. Danach studierte er Volkswirtschaft in London und München und wurde nach seiner Rückkehr nach Ungarn Vizenotar im Komitat Zemplén. Bis 1874 war Dessewffy im k.u. Finanzministerium tätig und war bis 1883 Reichstagsabgeordneter für den Wahlkreis Tiszalök. Von 1884 bis 1887 war Dessewffy Mitglied des Magnatenhauses und wurde anschließend erneut Reichstagsabgeordneter. 1906 wurde er von König Franz Joseph I. zum Präsidenten des Magnatenhauses ernannt und blieb dies bis zu seinem Rücktritt 1910. König Karl IV. ernannte ihn 1917 zum Landesrichter. Kurz vor seinem Tod wurde er 1927 Mitglied des Oberhauses.